# Laurêncio (padre)
Laurêncio (em latim: Laurentius) foi um clérigo romano do século V, ativo durante o reinado do imperador ocidental Honório (r. 393–423). Um padre em Roma, sabe-se que era irmão do tribuno Dulcício.